# Словенска Волова
Словенска Волова (слч. Slovenská Volová) насељено је мјесто са административним статусом сеоске општине (слч. obec) у округу Хумење, у Прешовском крају, Словачка Република.

## Становништво
| Година:    | 1994. | 2004.    | 2014.   | 2024.   |
| ---------- | ----- | -------- | ------- | ------- |
| Број људи: | 433   | 493      | 541     | 581     |
| Разлика:   |       | +13,85 % | +9,73 % | +7,39 % |

| Година:    | 2023. | 2024.   |
| ---------- | ----- | ------- |
| Број људи: | 577   | 581     |
| Разлика:   |       | +0,69 % |

Према подацима о броју становника из 2024. године насеље је имало 581 становника.